# 安哥拉—越南关系
安哥拉—越南關係是指越南社會主義共和國和安哥拉之間的雙邊關係。越南（時爲越南民主共和國）與安哥拉的外交關係開始於1971年8月（安哥拉獨立的四年前），當時候任的安哥拉總統阿戈什蒂纽·内图訪問了越南。

## 歷史

### 早期關係
1974年2月，越南南方民族解放陣線讚揚了1961年下卡桑傑起義，安哥拉獨立戰爭的第一場戰役。1975年1月，在阿沃爾協議簽訂後，越南南方民族解放陣線領導人阮友壽向安哥拉人民解放運動、安哥拉民族解放阵线和争取安哥拉彻底独立全国联盟致以了“最熱烈的問候”。同年10月下旬，越南共產黨的官方報紙《人民報》聲援了安人運，譴責“帝國主義勢力和南非種族主義者”。越南總理范文同於11月12日承認安哥拉人民共和國，即內圖總統宣布獨立的第二天。

### 越南戰爭
越南戰爭減少了外國勢力對安哥拉內戰的參與，因爲蘇聯和美國都不想捲入一場在贏得冷戰方面具有爭議性的內部衝突。CBS廣播公司的主播沃尔特·克朗凯特在廣播中傳達了這一信息：“努力發揮我們的微薄之力，避免這一次錯誤。”1976年2月，蘇共中央政治局就蘇聯將在多大的程度上繼續支持安人運繼續進攻展開了激烈的辯論。外交部長安德烈·葛罗米柯和總理阿列克謝·科西金一派主張減少對安人運的援助，並更加強調與西方緩和關係。當時的蘇聯領導人列昂尼德·勃列日涅夫戰勝了持不同意見的一派，蘇聯與安人運的聯盟繼續存在下去，儘管內圖在第一次起義的15周年慶典上公開重申了其不結盟的政策。

### 中國和蘇聯
安哥拉在外國的反對下繼續支持越南共產黨，損害了他們與中華人民共和國和蘇聯的關係。1975年至1979年擔任安哥拉總統的阿戈什蒂纽·内图於1979年2月譴責中國入侵越南。內托在1977年安哥拉未遂政變後不再信任蘇聯領導層。他於1976年7月在哈瓦那與古巴領導人菲德爾·卡斯特羅站在一起，稱安哥拉、古巴和越南是“主要的反帝國主義核心”。

## 訪問記錄
- 1987年4月，安哥拉總統若泽·爱德华多·多斯桑托斯訪問越南
- 1979年，安哥拉外交部長保羅·豪爾赫（英语：Paulo Teixeira Jorge）訪越
- 2004年5月，安哥拉外交部長若昂·贝尔纳多·德米兰达訪越
- 2004年10月安哥拉國民議會主席羅伯托·德·阿爾梅達於訪越
- 1978年10月，越南副主席阮友壽訪問安哥拉
- 1980年12月，越南副總理武元甲將軍訪問安哥拉
- 1995年3月，越南外交部長阮孟琴訪問安哥拉
- 2002年10月，越南國家主席陳德良訪問安哥拉

安人運和越南共產黨於1983年5月簽署了合作協定，1978年5月簽署了貿易協定，並於1979年、1984年、1995年、1996年、2002年和2004年簽署了各種經濟協定。

## 外交機構
- 安哥拉在越南设有大使館，尚兼辖安哥拉在柬埔寨、老挝的相关事务。[7]
- 越南也在安哥拉首都罗安达设有大使馆，尚兼辖越南在刚果共和国、刚果民主共和国、赞比亚、赤道几内亚的相关事务。[8]